# 桜井駅 (奈良県)
桜井駅（さくらいえき）は、奈良県桜井市大字桜井にある、西日本旅客鉄道（JR西日本）・近畿日本鉄道（近鉄）の駅である。駅番号は近鉄がD42。JRは未設定である。

## 乗り入れ路線
JR西日本の桜井線（万葉まほろば線）と、近鉄大阪線が乗り入れ、接続駅となっている。
両社ともICカードとして、ICOCA（JR西日本）・PiTaPa（スルッとKANSAI協議会）が利用可能（厳密には、JRはICOCAエリア、近鉄はPiTaPaエリアで、相手側のICカードは相互利用対象である。その他の相互利用対象カードは各項目を参照のこと）。近鉄の駅ではスルッとKANSAI対応各種カードが利用できる。
かつては大阪電気軌道長谷線（1938年廃止）、大和鉄道（1958年部分廃止）が乗り入れていた。

## 歴史

### JR西日本
- 1893年（明治26年）5月23日：大阪鉄道（初代） の高田駅 - 桜井駅間開通時に終着駅として開業[2]。
- 1898年（明治31年）5月11日：奈良鉄道の京終駅 - 桜井駅間開業。大阪鉄道と奈良鉄道の駅となる[2]。
- 1900年（明治33年）6月6日：関西鉄道が大阪鉄道の路線を承継。関西鉄道と奈良鉄道の駅となる[2]。
- 1905年（明治38年）2月7日：関西鉄道が奈良鉄道の路線を承継。関西鉄道の単独駅となる[2]。
- 1907年（明治40年）10月1日：関西鉄道国有化。官設鉄道の駅となる[2]。
- 1909年（明治42年）10月12日：線路名称制定。桜井線の所属となる[2]。
- 1949年（昭和24年）6月1日：運輸省から国営鉄道事業が独立。日本国有鉄道の駅となる。
- 1980年（昭和55年）3月3日：桜井線電化[2]。
- 1983年（昭和58年）4月1日：貨物の取り扱いを廃止[3]
- 1986年（昭和61年）11月1日：荷物扱い廃止[3]。
- 1987年（昭和62年）4月1日：国鉄分割民営化により、西日本旅客鉄道（JR西日本）の駅となる[2]。
- 1993年（平成5年）7月：駅改良工事に着手[4]。
- 1995年（平成7年）3月10日：橋上駅舎と自由通路の供用を開始し、近鉄と改札口を分離[4]。
- 2005年（平成17年）3月1日：ICカード「ICOCA」の利用が可能となる[5]。
- 2010年（平成22年）3月13日：路線愛称の制定により、「万葉まほろば線」の愛称を使用開始。
- 2024年（令和6年）
  - 8月31日：みどりの窓口の営業を終了[6]。
  - 9月1日：みどりの券売機プラスを導入[6]。

### 近畿日本鉄道（旧大軌時代の廃止路線含む）
- 1909年（明治42年）12月11日：初瀬軌道の桜井駅 - 初瀬駅間開業[7]。国有鉄道桜井駅に乗り入れ。
- 1912年（大正元年）2月10日：初瀬軌道が初瀬鉄道に改称[8]。
- 1915年（大正4年）4月13日：初瀬鉄道が長谷鉄道に再編される[8]。
- 1928年（昭和3年）1月8日：大阪電気軌道が長谷鉄道を合併[7]、同社の長谷線となる[9]。
- 1929年（昭和4年）
  - 1月5日：大阪電気軌道桜井線の大軌八木駅 - 桜井駅間開業[7][10]。
  - 10月27日：参宮急行電鉄本線の桜井駅 - 長谷寺駅間開業[7]。大軌との境界駅となる。
- 1938年（昭和13年）2月1日：大軌長谷線廃止[7]。
- 1941年（昭和16年）3月15日：大阪電気軌道と参宮急行電鉄が合併、関西急行鉄道の駅となる[7]。同時に桜井線は大阪線に改称[11]。
- 1944年（昭和19年）6月1日：関西急行鉄道が近畿日本鉄道に再編され、同社の駅となる[7]。
- 1967年（昭和42年）12月20日：急行（現・快速急行）の停車駅に追加される。
- 1992年（平成4年）12月20日：新上り線使用開始[12]
- 1994年（平成6年）7月：駅改良工事に着手[4]。
- 1995年（平成7年）3月10日：駅改良工事が完成し、供用を開始[4]。ほぼ現在の姿となる。
- 2007年（平成19年）4月1日：PiTaPa使用開始[13]。

### 大和鉄道
- 1923年（大正12年）5月2日：大和鉄道味間駅 - 桜井町駅間開通に伴い、桜井町駅が開業[14]。桜井町駅は桜井駅から400メートルほど離れた位置にあった[15]。
- 1928年（昭和3年）5月1日：大和鉄道が桜井町駅から桜井駅へ延伸し国有鉄道桜井駅に乗り入れ[14]。桜井町駅の旅客営業廃止[16]。
- 1930年（昭和5年）5月1日：桜井町駅廃止[16]。
- 1944年（昭和19年）1月11日：田原本駅から当駅までが休止し、大和鉄道の列車の乗り入れはなくなる[14]。
- 1958年（昭和33年）12月27日：田原本駅から当駅までが正式に廃止されたことで、大和鉄道の駅としては廃駅となる[15]。

### 分岐鉄道敷設計画
国が建設すべき鉄道路線（鉄道省の予定線）を定めた鉄道敷設法の81.には、「奈良県桜井ヨリ榛原、三重県名張ヲ経テ松阪ニ至ル鉄道及名張ヨリ分岐シテ伊賀上野附近ニ至ル鉄道並榛原ヨリ分岐シ松山ヲ経テ吉野ニ至ル鉄道」と、桜井駅を起点にして松阪駅や伊賀上野駅に至る路線などの敷設計画があった。しかし、近鉄の前身の大阪電気軌道・参宮急行電鉄・伊賀電気鉄道が該当する路線の多くを開業させたため、名松線の伊勢奥津駅 - 松阪駅間を除いて開業に至るものはなかった。詳しくは、以下の各項目を参照のこと。
- 名松線
- 伊賀鉄道伊賀線
- 近鉄大阪線
- 近鉄山田線

## 駅構造
高架上を走る近鉄大阪線の駅と地上を走る桜井線の駅が跨線橋によって接続する。跨線橋には、エレベーターおよびエスカレーターが設置されている。
かつては南口にJR（国鉄）の駅舎、北口に近鉄の駅舎があり、JRと近鉄は改札口を通らずに相互乗り換えできた（共同使用駅）。
近鉄大阪線は、かつて駅の伊勢中川寄りに最小半径201メートルのS字カーブがあり（この途中で、JR桜井線と既に廃線となった初瀬軌道→大阪電気軌道長谷線の跨線橋がある）、この区間で大きく減速していた。駅自体の老朽化も進んだことから、急曲線改良は1990年秋から1993年にかけて実施した。これによって最小半径は500メートルに緩和され、同時にホーム中ほどにあった上下の非常渡り線は撤去された。駅については、1993年からJRに橋上駅舎を新設する工事を行い、1995年に竣工して両社の改札は分離された。この際、近鉄のホームをほぼ2倍に拡幅するとともに、ホーム上屋を2両から6両に延ばし、エレベーター・エスカレーターを新設した。

### JR西日本
単式ホーム1面1線と島式ホーム1面2線、合計2面3線のホームを持ち、列車交換及び折り返しが可能な地上駅で、橋上駅舎を有している。
駅舎改築前には、南側の単式ホームに面して駅舎があり、いわゆる国鉄型配線となっていた。貨物扱い用の側線やトラバーサーも設けられていた。王寺鉄道部が管理し、JR西日本交通サービスが駅業務を受託する業務委託駅である。自動券売機、みどりの券売機プラスがある。自動改札機設置（ICOCA対応）。
日中は1時間あたり奈良行きが2本、高田経由和歌山行きが1本運転されている。夜間滞泊は行っておらず、奈良方面からの当駅止め最終列車は折り返しで奈良行きとなる。

#### のりば
| のりば | 路線                     | 方向 | 行先                      |
| ------ | ------------------------ | ---- | ------------------------- |
| 1      | 万葉まほろば線（桜井線） | 下り | 高田・王寺方面 / 五条方面 |
| 2・3   | 万葉まほろば線（桜井線） | 上り | 奈良方面                  |

※上表の路線名は旅客案内上の名称（愛称）で表記している。
付記事項
- 下り本線は1番のりば、上り本線は3番のりば。2番のりばは上下共用の待避線（中線）である。
- 上り列車については、高田方面から来る列車が3番のりば、当駅折り返しの列車が2番のりばを使用するのが基本であるが、少ないながら高田方面からの上り列車に2番のりばに停車するものがある。

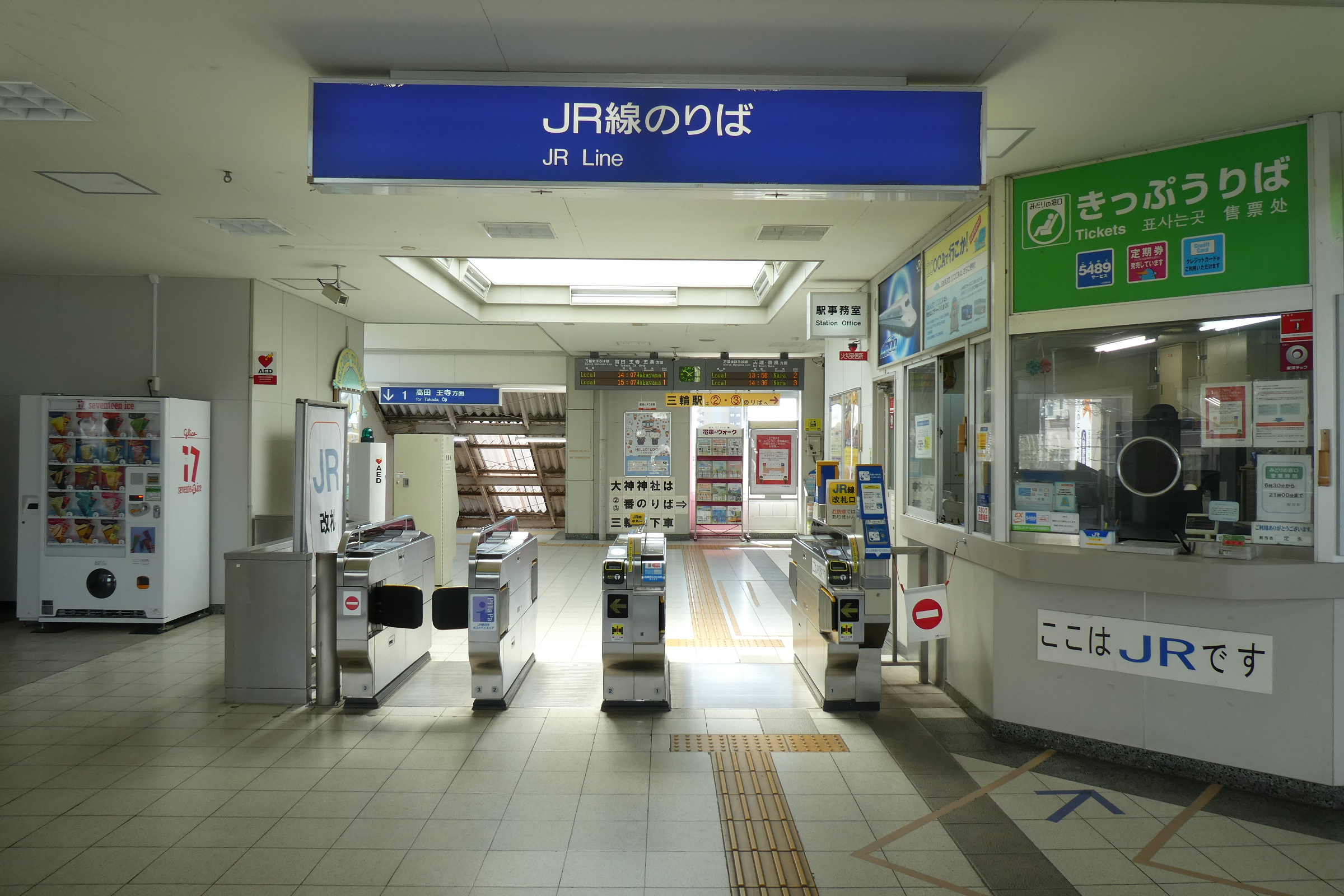
改札口、みどりの窓口（2019年）
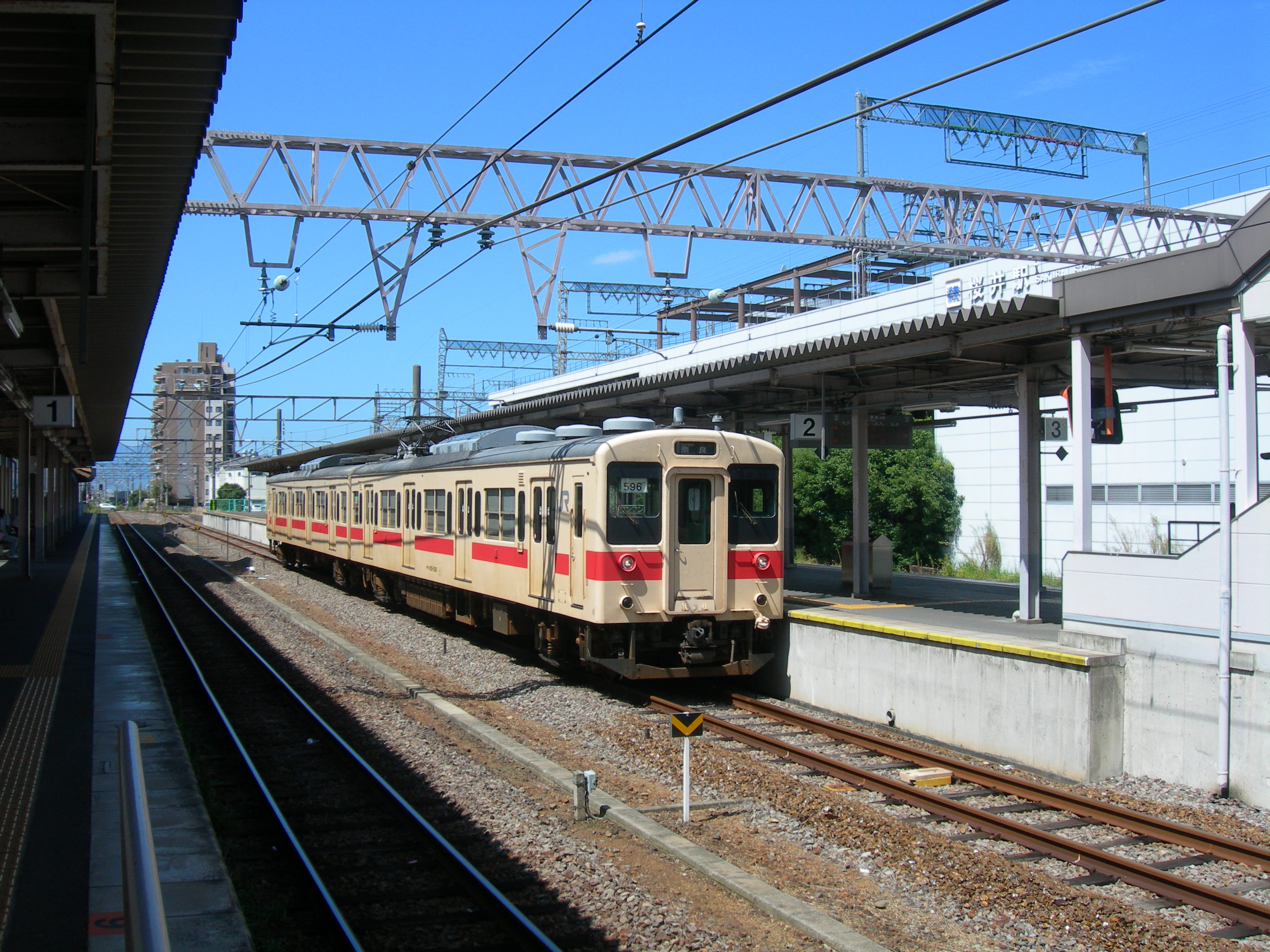
ホーム（2008年）

### 近畿日本鉄道
相対式ホーム2面2線を持つ高架駅で、駅事務所、改札口は地上階、ホームは高架上にある。当駅には駅長は配置されず、大和八木駅が当駅を管理している。
共同使用駅時代には、ホーム番号をJR（国鉄）と連続させて、4番（上り）、5番（下り）となっていた。

#### のりば
| のりば | 路線     | 方向 | 行先               |
| ------ | -------- | ---- | ------------------ |
| 1      | D 大阪線 | 下り | 名張・五十鈴川方面 |
| 2      | D 大阪線 | 上り | 大阪上本町方面     |

設備面
- 自動改札機および自動精算機はPiTaPa・ICOCAに対応する。
- 定期券・特急券は専用の自動発売機で購入が可能[20]。
- 大阪線ではこの駅から大阪上本町寄りの各駅にて、大阪難波駅経由の阪神電鉄線連絡乗車券が購入できる。阪神電鉄線内からの近鉄連絡乗車券も当駅までしか購入できない。

ダイヤ面
- 通常は特急以外の全ての一般列車が停車するが[21]、年末年始の年越しダイヤでは大阪方面の特急が数本臨時停車する。
- 大阪方面からの急行は当駅から榊原温泉口駅まで各駅に停車する[21]。
- 日中は急行と区間準急または普通列車が毎時3本停車し、朝夕は快速急行と準急の停車となる[21]。
- 当駅は待避設備が無いものの、夕方の名張方面に限り当駅で準急から快速急行への接続を行なう列車が数本設定されている[21]。
- JR西日本の関西本線（大和路線）の振替輸送として近鉄大阪線が適用される場合、大阪上本町駅から当駅までが適用される。

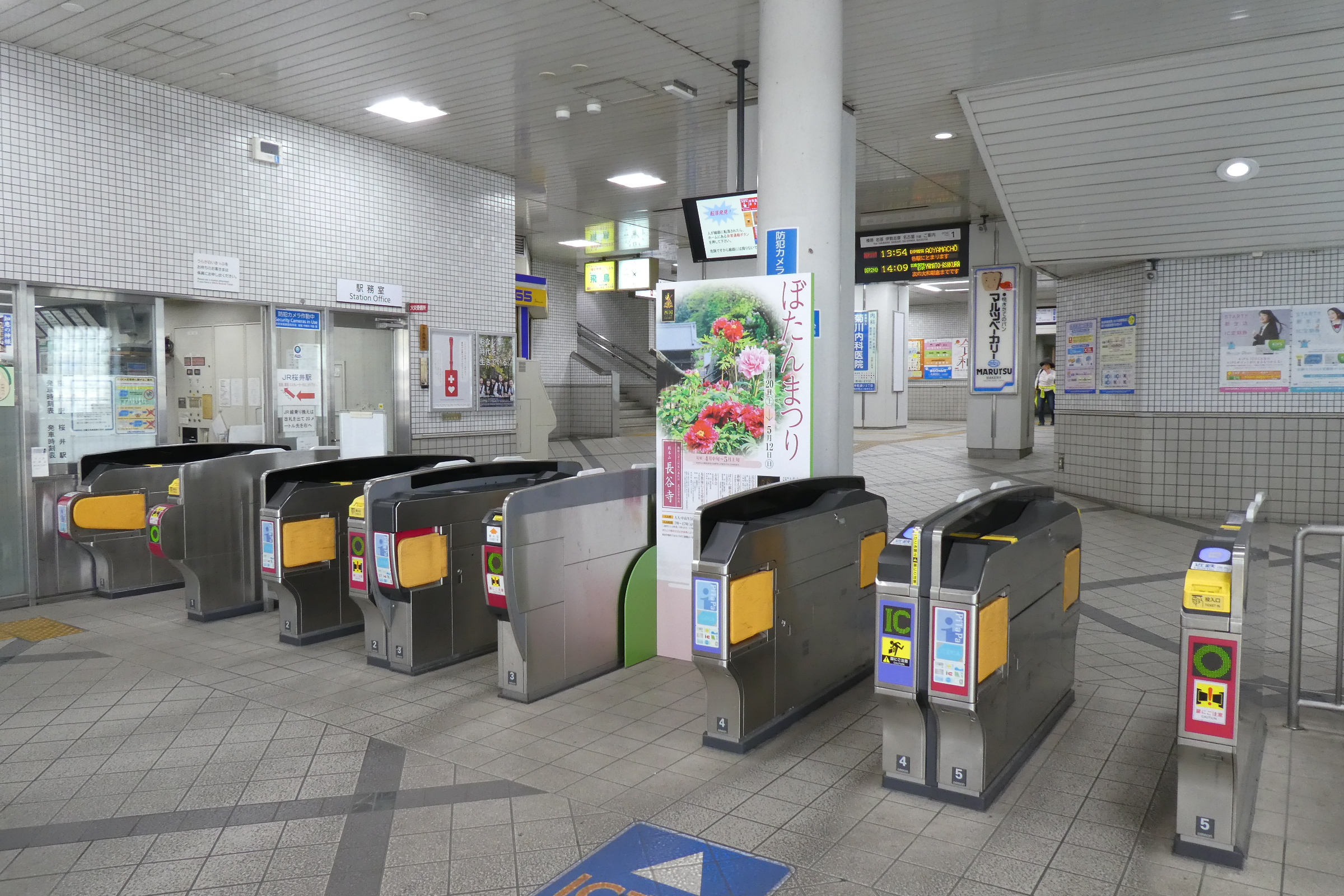
改札（2019年）
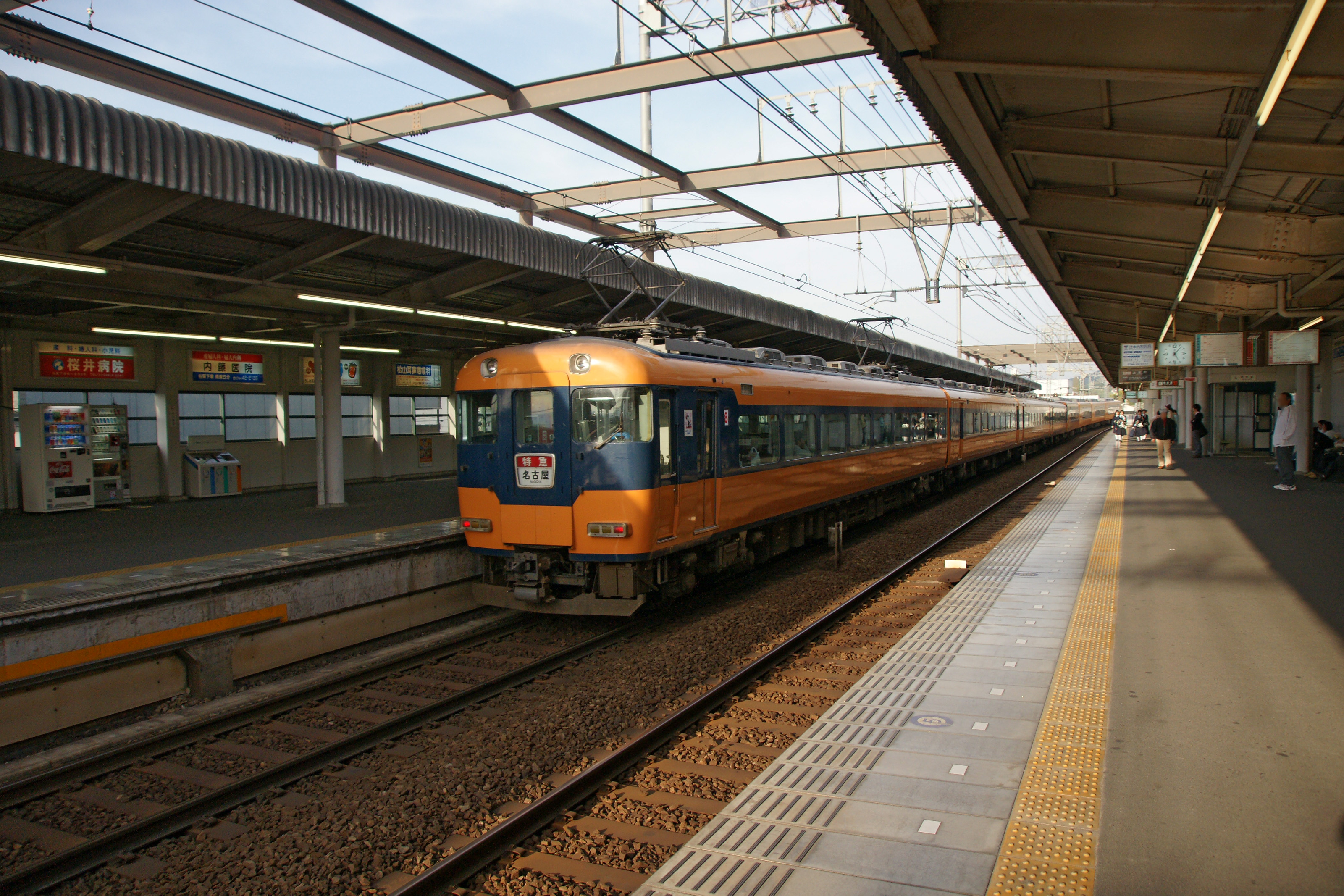
ホーム（2009年）

## 利用状況
JR西日本
JR西日本の移動等円滑化取組報告書によれば、2023年度の1日平均乗降人員は3,644人。「奈良県統計年鑑」によると、1日の平均乗車人員は以下の通りである。
| 年度   | 1日平均 乗車人員 |
| ------ | ---------------- |
| 2005年 | 2,053            |
| 2006年 | 2,084            |
| 2007年 | 2,123            |
| 2008年 | 2,122            |
| 2009年 | 2,142            |
| 2010年 | 2,161            |
| 2011年 | 2,111            |
| 2012年 | 2,122            |
| 2013年 | 2,109            |
| 2014年 | 2,033            |
| 2015年 | 2,061            |
| 2016年 | 2,043            |
| 2017年 | 2,002            |
| 2018年 | 2,014            |
| 2019年 | 1,995            |

近畿日本鉄道
近鉄桜井駅の利用状況の変遷を下表に示す。
- 輸送実績（乗車人員）の単位は人であり、年度での総計値を示す。年度間の比較に適したデータである。
- 乗降人員調査結果は任意の1日における値（単位：人）である。調査日の天候・行事等の要因によって変動が大きいので年度間の比較には注意を要する。
- 表中、最高値を赤色で、最高値を記録した年度以降の最低値を青色で、最高値を記録した年度以前の最低値を緑色で表記している。

| 年度別利用状況（近鉄桜井駅） | 年度別利用状況（近鉄桜井駅）         | 年度別利用状況（近鉄桜井駅）         | 年度別利用状況（近鉄桜井駅）         | 年度別利用状況（近鉄桜井駅）         | 年度別利用状況（近鉄桜井駅）         | 年度別利用状況（近鉄桜井駅） | 年度別利用状況（近鉄桜井駅） | 年度別利用状況（近鉄桜井駅） |
| 年 度                        | 当駅分輸送実績（乗車人員）：人／年度 | 当駅分輸送実績（乗車人員）：人／年度 | 当駅分輸送実績（乗車人員）：人／年度 | 当駅分輸送実績（乗車人員）：人／年度 | 当駅分輸送実績（乗車人員）：人／年度 | 乗降人員調査結果 人／日      | 乗降人員調査結果 人／日      | 特 記 事 項                  |
| ---------------------------- | ------------------------------------ | ------------------------------------ | ------------------------------------ | ------------------------------------ | ------------------------------------ | ---------------------------- | ---------------------------- | ---------------------------- |
| 年 度                        | 通勤定期                             | 通学定期                             | 定期外                               | 合 計                                | 1日当たり                            | 調査日                       | 調査結果                     | 特 記 事 項                  |
| 1982年（昭和57年）           |                                      | ←←←←                                 |                                      | 5,082,734                            | 13,925                               | 11月16日                     | 22,524                       |                              |
| 1983年（昭和58年）           |                                      | ←←←←                                 |                                      | 5,137,047                            | 14,036                               | 11月8日                      | 24,126                       |                              |
| 1984年（昭和59年）           |                                      | ←←←←                                 |                                      | 5,045,734                            | 13,824                               | 11月6日                      | 23,215                       |                              |
| 1985年（昭和60年）           |                                      | ←←←←                                 |                                      | 5,014,674                            | 13,739                               | 11月12日                     | 23,037                       |                              |
| 1986年（昭和61年）           |                                      | ←←←←                                 |                                      | 5,121,505                            | 14,032                               | 11月11日                     | 24,226                       |                              |
| 1987年（昭和62年）           |                                      | ←←←←                                 |                                      | 5,103,519                            | 13,944                               | 11月10日                     | 24,390                       |                              |
| 1988年（昭和63年）           |                                      | ←←←←                                 |                                      | 5,215,969                            | 14,290                               | 11月8日                      | 25,696                       |                              |
| 1989年（平成元年）           |                                      | ←←←←                                 |                                      | 5,202,015                            | 14,252                               | 11月14日                     | 25,351                       |                              |
| 1990年（平成2年）            |                                      | ←←←←                                 |                                      | 5,307,334                            | 14,541                               | 11月6日                      | 25,771                       |                              |
| 1991年（平成3年）            |                                      | ←←←←                                 |                                      | 5,410,119                            | 14,782                               |                              |                              |                              |
| 1992年（平成4年）            |                                      | ←←←←                                 |                                      | 5,287,385                            | 14,486                               | 11月10日                     | 25,757                       |                              |
| 1993年（平成5年）            |                                      | ←←←←                                 |                                      | 5,234,218                            | 14,340                               |                              |                              |                              |
| 1994年（平成6年）            |                                      | ←←←←                                 |                                      | 5,136,373                            | 14,072                               |                              |                              |                              |
| 1995年（平成7年）            |                                      | ←←←←                                 |                                      | 5,246,291                            | 14,334                               | 12月5日                      | 23,149                       |                              |
| 1996年（平成8年）            |                                      | ←←←←                                 |                                      | 5,065,661                            | 13,879                               |                              |                              |                              |
| 1997年（平成9年）            |                                      | ←←←←                                 |                                      | 4,749,456                            | 13,012                               |                              |                              |                              |
| 1998年（平成10年）           |                                      | ←←←←                                 |                                      | 4,496,738                            | 12,320                               |                              |                              |                              |
| 1999年（平成11年）           |                                      | ←←←←                                 |                                      | 4,269,793                            | 11,666                               |                              |                              |                              |
| 2000年（平成12年）           |                                      | ←←←←                                 |                                      | 4,147,715                            | 11,364                               |                              |                              |                              |
| 2001年（平成13年）           |                                      | ←←←←                                 |                                      | 4,058,932                            | 11,120                               |                              |                              |                              |
| 2002年（平成14年）           |                                      | ←←←←                                 |                                      | 3,919,526                            | 10,738                               |                              |                              |                              |
| 2003年（平成15年）           |                                      | ←←←←                                 |                                      | 3,780,800                            | 10,330                               |                              |                              |                              |
| 2004年（平成16年）           |                                      | ←←←←                                 |                                      | 3,670,281                            | 10,056                               |                              |                              |                              |
| 2005年（平成17年）           | 2,542,470                            | ←←←←                                 | 1,118,846                            | 3,661,316                            | 10,031                               | 11月8日                      | 18,637                       |                              |
| 2006年（平成18年）           |                                      | ←←←←                                 |                                      | 3,667,782                            | 10,049                               |                              |                              |                              |
| 2007年（平成19年）           |                                      | ←←←←                                 |                                      | 3,640,444                            | 9,947                                |                              |                              |                              |
| 2008年（平成20年）           |                                      | ←←←←                                 |                                      | 3,586,480                            | 9,826                                | 11月18日                     | 18,879                       |                              |
| 2009年（平成21年）           |                                      | ←←←←                                 |                                      | 3,472,477                            | 9,514                                |                              |                              |                              |
| 2010年（平成22年）           |                                      | ←←←←                                 |                                      | 3,430,966                            | 9,400                                | 11月9日                      | 18,467                       |                              |
| 2011年（平成23年）           |                                      | ←←←←                                 |                                      | 3,386,409                            | 9,252                                |                              |                              |                              |
| 2012年（平成24年）           |                                      | ←←←←                                 |                                      | 3,343,638                            | 9,161                                | 11月13日                     | 17,374                       |                              |
| 2013年（平成25年）           |                                      | ←←←←                                 |                                      | 3,346,729                            | 9,169                                |                              |                              |                              |
| 2014年（平成26年）           |                                      | ←←←←                                 |                                      | 3,223,117                            | 8,830                                |                              |                              |                              |
| 2015年（平成27年）           |                                      | ←←←←                                 |                                      | 3,272,275                            | 8,941                                | 11月10日                     | 17,137                       |                              |
| 2016年（平成28年）           |                                      | ←←←←                                 |                                      | 3,237,221                            | 8,869                                |                              |                              |                              |
| 2017年（平成29年）           | 2,226,060                            | ←←←←                                 | 989,329                              | 3,215,389                            | 8,809                                |                              |                              |                              |
| 2018年（平成30年）           | 2,143,380                            | ←←←←                                 | 969,000                              | 3,112,380                            | 8,527                                | 11月13日                     | 16,229                       |                              |
| 2019年（令和元年）           | 2,129,670                            | ←←←←                                 | 957,544                              | 3,087,214                            | 8,435                                |                              |                              |                              |
| 2020年（令和2年）            |                                      | ←←←←                                 |                                      |                                      |                                      |                              |                              |                              |
| 2021年（令和3年）            |                                      | ←←←←                                 |                                      |                                      |                                      | 11月9日                      | 13,327                       |                              |
| 2022年（平成4年）            |                                      | ←←←←                                 |                                      |                                      |                                      | 11月8日                      | 13,879                       |                              |
| 2023年（令和5年）            |                                      | ←←←←                                 |                                      |                                      |                                      | 11月7日                      | 13,747                       |                              |

## 駅周辺
- 桜井警察署 桜井駅前交番
- 奈良交通桜井案内所
- エルト桜井
- 済生会中和病院
- 桜井市役所
- 桜井税務署
- 日本郵便 桜井郵便局
- 日本郵便 桜井西本町郵便局
- 日本郵便 桜井北本町郵便局
- 桜井市民会館
- 奈良県立桜井高等学校
- 奈良県立商業高等学校
- 関西中央高校
- 国道165号
- 国道169号
- 山辺の道・大神神社
- 安倍文殊院
- 仏教伝来之地碑
- イオン桜井店

## バス路線
北口、南口のロータリー内に奈良交通の停留所があり、以下の各路線が乗り入れている（路線情報は2021年4月1日時点）。
| のりば     | 運行事業者             | 系統・行先 | 備考 |
| 桜井駅北口 | 桜井駅北口             | 桜井駅北口 | 桜井駅北口 |
| ---------- | ---------------------- | --- | --- |
| 1          | 奈良交通               | 三輪恵比須神社 | 毎月1日に運行 |
| 2          | 奈良交通               | 59：箸中 61・62・63：天理駅 64：憩の家外来棟 三輪明神大神神社二の鳥居前 | 「63」と三輪明神大神神社二の鳥居前行は土曜・休日のみ運行 「64」は天理よろづ相談所病院の外来休診日となる土曜・休日・年末年始（12月29日 - 1月3日）・開所記念日（4月1日）は運休。また、12月29日・開所記念日（4月1日）が平日の場合は「62」で運行 |
| 2          | 桜井市コミュニティバス | 初瀬・朝倉台線：与喜浦・吉隠柳口 咲～くるライン（西北部循環）：上之庄・イオン桜井店・山の辺病院・戒重北口方面 咲～くるライン（南循環）：粟殿口・安倍文殊院・仁王堂（済生会中和病院）方面 | |
| 2          | 奈良交通 関西空港交通  | エアポートリムジンバス：関西空港 | |
| 2          | 奈良交通 関東バス      | 夜行高速バス「やまと号」：バスタ新宿（新宿駅） | |
| 桜井駅南口 |                        | | |
| 1          | 奈良交通               | 71：大宇陀 | |
| 1          | 桜井市コミュニティバス | 多武峯線：談山神社 | |
| 2          | 奈良交通               | 36：明日香奥山・飛鳥資料館西 | |
| 2          | 桜井市コミュニティバス | 咲～くるライン（南循環）：仁王堂（済生会中和病院）・安倍文殊院・粟殿口方面 | |

## 隣の駅
西日本旅客鉄道（JR西日本）
 万葉まほろば線（桜井線）
■快速（高田駅経由大和路線直通）・■普通
三輪駅 - 桜井駅 - 香久山駅
近畿日本鉄道
D 大阪線
■快速急行
大和八木駅 (D39) - 桜井駅 (D42) - 榛原駅 (D45)
■急行（桜井駅から榊原温泉口駅まで各駅に停車） 
大和八木駅 (D39) - 桜井駅 (D42) - 大和朝倉駅 (D43)
■準急・■区間準急・■普通
大福駅 (D41) - 桜井駅 (D42) - 大和朝倉駅 (D43)

### かつて存在した路線
大阪電気軌道
長谷線
桜井駅 - 北口停留所
大和鉄道
大和鉄道線
東新堂駅 - 桜井駅